# سبيل تنفسي علوي
السبيل التنفسي العلوي (بالإنجليزية: Upper respiratory tract)‏ أو الجزء العلوي من الجهاز التنفسي يتشكل من كل من الأنف، جوف الأنف، الحلق، (البلعوم) والحنجرة. سطح الجهاز التنفسي مغطى بلأغشية المخاطية المفرزة للمخاط. يشكل المخاط ضمن ممرات السبيل التنفسي العلوي فخ لالتقاط الجسيمات الصغيرة مثل حبوب اللقاح أو جزيئات الدخان.
تغطي أجهزة شبية بالشعر تسمى الأهداب الأغشية المخاطية وتقوم بتحريك الجزيئات الملتقطة بواسطة المخاط لإخراجها من الأنف. كما يتم معالجة الهواء خلال مروره بجوف الأنف بحيث يتم ترطيبه، تدفئته وتطهيره بواسطة الألياف المبطنة لتجويف الأنف.

## روابط خارجية
- The Virtual Airway Device, a free resource about airway devices, including a video library

## صور إضافية

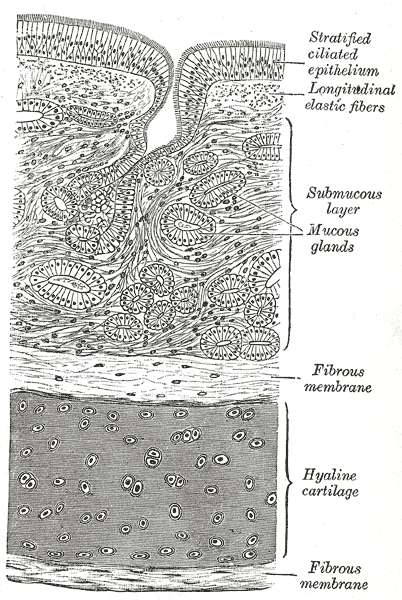
مقطع عرضي لنسيج القصبة الهوائية. لاحظ أن الصورة تشير بشكل خاطئ إلى "النسيج الطلائي الطبقي الهدبي" في أعلى الصورة إلى اليمين.